# Patrici (cònsol 500)
Flavi Patrici (en grec: Πατρίκιος; mort després del 519) va ser un destacat general i estadista romà d'Orient durant el regnat de l'emperador Anastasi I (r. 491–518).

## Biografia

### Orígens
Flavi Patrici va néixer a Frígia, però no se sap res de la seva joventut. Va ser ascendit al consolat l'any 500 juntament amb el nebot d'Anastasi, Hipaci, i ja era considerat ancià en aquell moment. El mateix any, va ser nomenat magister militum praesentalis (un dels dos magistri militum "en presència" de l'emperador), un càrrec que va ocupar fins a la mort d'Anastasi el juliol de 518. El bisbe i historiador Zacaries de Mitilene el qualifica de "recte i digne de confiança, però amb una mica d'intel·ligència".

### Campanyes contra Pèrsia
El 502, va esclatar la Guerra Anastasiana amb la Pèrsia sassànida. A l'any següent, el 503, juntament amb Hipaci i Areobind Dagalaif, Patrici va ser enviat a l'est per fer campanya contra els perses. Va envair la província persa d'Arzanene, saquejant diversos forts i fent presoners, abans de tornar per unir forces amb Hipaci. Mentre que Areobind va ser encarregat de vigilar la fortalesa persa de Nisibis i l'exèrcit del xa Cobades I (r. 488–531) de Dara, Patrici i Hipaci, amb la força principal de 40.000 homes (un exèrcit enorme per a l'època), van rebre l'encàrrec de reconquerir Amida. Tot i que el setge d'Amida va resultar infructuós, junts van guanyar una escaramussa contra alguns huns heftalites, aliats dels perses. El seu èxit, però, els va fer descuidats, permetent que l'exèrcit principal persa, liderat pel mateix Cobades, els sorprengués. Derrotats, es van retirar a través de l'Eufrates cap a Samosata. Arran d'això, Hipaci va ser cridat, però Patrici es va quedar.
A principis del 504, Patrici va interceptar amb èxit un comboi de subministraments per a la guarnició d'Amida. Després va derrotar els reforços perses, va capturar els seus comandants i va reprendre el setge de la ciutat. Va continuar el setge vigorosament, destruint part de les muralles exteriors de la ciutat soscavant-les i emboscant i matant el comandant de la guarnició Glones. Tanmateix, no va poder prendre la ciutat abans que no acabessin les hostilitats, el 506. En aquell moment, va organitzar el rescat de la ciutat.

### Participació en la guerra civil
De tornada a Constantinoble, Patrici es va involucrar en les disputes teològiques que van afectar gran part del regnat d'Anastasi. Durant la rebel·lió de Vitalià, Patrici va ser utilitzat per Anastasi com a ambaixador, ja que coneixia tant Vitalià com el seu pare, i havia promogut la carrera del primer en el passat. No obstant això, a causa d'aquesta amistat, es va negar a atacar l'exèrcit de Vitalià durant el seu tercer assalt a Constantinoble el 515, aparentment perquè temia ser acusat de traïció en cas de derrota.

### Candidatura imperial
El 518, a la mort d'Anastasi, Patrici va ser proposat com un dels candidats per succeir-lo pels homes de les Scholae Palatinae. La seva candidatura, però, no va ser acceptada per la guàrdia imperial, els excubitores, que van intentar atacar-lo; la seva vida va ser salvada per la intervenció de Justinià, nebot del comandant dels excubitores i futur emperador, Justí I (r. 518–527).

### Últims anys
L'última referència a Patrici la trobem el novembre del 519, quan era a Edessa, on va ser enviat per persuadir el seu bisbe perquè acceptés les doctrines calcedonianes o abdiqués voluntàriament. Davant la seva negativa, Patrici el va deposar per la força i el va exiliar.